# Ernst Fischer (Schriftsteller)

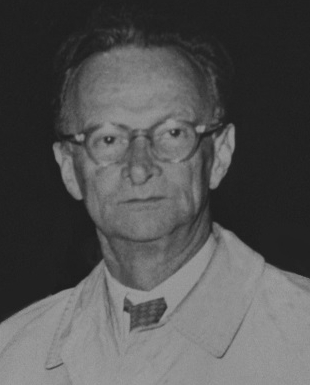
Ernst Fischer (um 1950)

Ernst Fischer (* 3. Juli 1899 in Komotau, Böhmen; † 31. Juli 1972 in Deutschfeistritz, Steiermark) war ein österreichischer Schriftsteller und Politiker (SDAP, KPÖ). Als Autor verwendete er auch die Pseudonyme Peter Wieden, F. Ernst, W. Peter und P.(ierre) Vidal. Als Politiker war er in der provisorischen Regierung Renner 1945 Staatssekretär (in einer einem heutigen Minister entsprechenden Funktion) und bis 1959 Abgeordneter zum Nationalrat.

## Leben

### Jugend, Schulausbildung, Erster Weltkrieg (1899–1918)
Ernst Fischer wurde als Sohn des k.u.k. Obersten und Lehrers für Mathematik und Darstellende Geometrie an Militärschulen Josef Fischer und seiner Frau Agnes, gebürtige Planner von Wildinghof, geboren und hatte drei Geschwister: Otto (1901–1980), Walter (1901–1978) und Agnes (1905–1929). Er wuchs in Graz auf, wo er 1914 wegen „pornographischer“ Gedichte des Realgymnasiums verwiesen wurde und seine Ausbildung 1917 als Externist mit der „Kriegsmatura“ abschloss. Im Ersten Weltkrieg war Fischer an der italienischen Front eingesetzt. Seine politische Karriere begann, als er 1918 in den Soldatenrat gewählt wurde.

### Studium, erste literarische Veröffentlichungen, Engagement in der österreichischen Sozialdemokratie (1918–1934)
Nach Kriegsende begann Fischer an der Universität Graz ein Studium der Philosophie, Germanistik und Geschichte und arbeitete daneben als Hilfsarbeiter. Fischer lernte Rudolf Weys kennen und veröffentlichte 1920 seinen ersten Gedichtband Vogel Sehnsucht. Im selben Jahr veröffentlichte er auch einen Aufsatz über die Grazer Künstlervereinigung „Freiland“, in der er die neue Kunstrichtung des Expressionismus überschwänglich lobte. Danach schrieb er Erzählungen und Theaterstücke, die von einem starken philosophischen Anteil gekennzeichnet sind. Später kam er mit Ernst Toller in Kontakt; mit Stefan Zweig, der auch die 1923 am Burgtheater erfolgte Uraufführung seines Stücks Das Schwert des Attila unterstützt hatte, verband ihn eine Brieffreundschaft, die jedoch nach den Ereignissen des 15. Juli 1927 und Fischers zunehmender politischer Radikalisierung endete.
Fischer war seit 1920 Mitglied der SDAP und zuerst in Graz Mitarbeiter der sozialdemokratischen Zeitung „Arbeiterwille“, später ab 1925 auch künstlerischer Leiter des Vereins „Arbeiterbühne“ in Graz, die u. a. sein Stück Der ewige Rebell zur Aufführung brachte.
Ab 1927 lebte er in Wien, wo er bis 1934 als Feuilletonredakteur des Parteiblattes „Arbeiter-Zeitung“ tätig war und u. a. für die Rubrik „Zwischenrufe links“ zuständig war, in der etwa Jura Soyfer oder Fritz Brainin Beiträge veröffentlichten. 1933 wurde Ernst Fischer Mitglied der Vereinigung sozialistischer Schriftsteller. In der Zeit von 1931 bis 1934 galt Fischer als Führer der parteiinternen Linksopposition („Sozialistische Jungfront“) mit großem Einfluss auf die Parteijugend, die das ständige Zurückweichen der SDAP vor der politischen Rechten ablehnte.

### Flucht aus Österreich, Übertritt zur KPÖ, Exil in der Sowjetunion (1934–1945)
Nach der Niederlage der Sozialdemokratie im Februaraufstand 1934, an deren Kämpfen er persönlich nicht beteiligt war, entging Fischer einer Verhaftung nur durch ein Untertauchen bei Freunden, u. a. bei Elias Canetti. Mit Beginn der austrofaschistischen Herrschaft in Österreich floh Fischer mit seiner Frau Ruth, die sich an den Schutzbundkämpfen beteiligt hatte, mithilfe gefälschter Pässe nach Prag, wo er im April Mitglied der österreichischen Kommunistischen Partei (KPÖ) wurde.
Im Juli 1934 reiste er mit dem „Schutzbundzug“ weiter nach Moskau, wo er mit anderen prominenten Exilanten im Hotel Lux lebte und sich zunehmend mit dem politischen Programm des Stalinismus identifizierte. Fischer rechtfertigte damals und auch noch später die Säuberungen als notwendigen Beitrag zur Wahrung der inneren Einheit der Sowjetunion. Er wurde ins Zentralkomitee der KPÖ aufgenommen, war ab Herbst 1935 Vertreter der KPÖ bei der Komintern und von 1938 bis 1943 Redakteur des deutschsprachigen Komintern-Organs „Die Kommunistische Internationale“.
Er arbeitete zeitweise auch im Volkskommissariat des Äußeren der UdSSR als Leiter der Propagandaabteilung für Österreich sowie als Rundfunkkommentator deutschsprachiger Sendungen und wurde 1943 bis 1945 für politische Aufklärungsarbeit an österreichischen Kriegsgefangenen eingesetzt.
Als sich das Kriegsende bereits abzeichnete, plante die Sowjetunion, unter Rücksichtnahme auf die Westalliierten in den befreiten Ländern so genannte Nationalfront-Regierungen als Konzentrationsregierungen zu unterstützen, anstatt kommunistische Regime zu installieren, was auch für Österreich galt. In der Folge erklärte Ernst Fischer 1944 in Moskau, dass „die österreichischen Kommunisten bereit seien, mit Katholiken und demokratischen bürgerlich-kapitalistischen Kräften zur Errichtung einer demokratisch-patriotischen Front zusammenzuarbeiten“.

### Rückkehr nach Österreich, politische und intellektuelle Führungsfigur der KPÖ (1945–1963)
Fischer kehrte im April 1945 nach Österreich zurück und stand als Mitglied des Zentralkomitees der KPÖ (bis 1969) zusammen mit Johann Koplenig, Friedl Fürnberg und Franz Honner an der Parteispitze. Die KPÖ unterstützte 1945 auch die provisorische Staatsregierung Renner, in der Ernst Fischer das Staatsamt für Volksaufklärung, Unterricht, Erziehung und Kultusangelegenheiten leitete (teilweise mit dem späteren Unterrichtsministerium vergleichbar). Daneben war er auch Chefredakteur der ersten Nachkriegszeitung „Neues Österreich“, einem Blatt, das gemeinsam von den drei Parteien ÖVP, SPÖ und KPÖ herausgegeben wurde. Spötter meinten über diese damals sehr erfolgreiche Zeitung: „eine Zeitung, in der drei Parteien lügen, sagt fast schon die Wahrheit“. Den zentralen Ideologen der „Österreich-Ideologie in Abgrenzung von den bösen Deutschen“ nannte ihn Oliver Rathkolb.
Wenn man heute Ernst Fischer liest, glaubt man, man hat eine Broschüre der Vaterländischen Front Kurt Schuschniggs vor sich. 
Nach der ersten Nationalratswahl in Österreich 1945, aus der die KPÖ nur als marginale politische Kraft hervorgegangen war, musste Fischer sein Amt als Staatssekretär abgeben. Gemeinsam mit Viktor Matejka blieb er einer der wichtigsten kommunistischen Intellektuellen des Landes. Nach dem Bruch Stalins mit Tito (Kominform-Konflikt) schrieb er ein linientreues Theaterstück gegen den Titoismus (Der große Verrat), das 1950 im Theater der Scala Wien aufgeführt wurde. Von 1945 bis 1959 war Fischer Abgeordneter zum Nationalrat.
Am 14. Mai 1946 forderte Ernst Fischer auf einer großen Kundgebung zur Südtirolfrage auf dem Wiener Rathausplatz die Rückgliederung Südtirols an Österreich.
Ab 1948 gab er zusammen mit Viktor Matejka und Bruno Frei das Österreichische Tagebuch. Wochenschrift für Kultur, Politik, Wirtschaft (später Tagebuch, ab 1969 Wiener Tagebuch) heraus. 1956 wurde er im Zusammenhang mit der Auseinandersetzung um den Ungarischen Volksaufstand aus dem P.E.N. Club, dessen Vorstand er angehörte, ausgeschlossen. 1963 war er ein wichtiger undogmatischer Teilnehmer an der von Eduard Goldstücker organisierten Kafka-Konferenz zum 80. Geburtstag von Franz Kafka, in deren Folge die ästhetische Doktrin des Sozialistischen Realismus ihr Ansehen unter der marxistischen Intellektuellen immer mehr verlor.

### Bruch mit der KPÖ, Engagement als „undogmatischer Marxist“ (1968–1972)
1968, nach den Ereignissen des Prager Frühlings, sagte sich Fischer öffentlich in seiner Kritik am „Panzerkommunismus“ ganz vom Totalitarismus los. Daraufhin wurde er 1969 aus der KPÖ ausgeschlossen. Mit Franz Marek gab er weiterhin die Monatszeitschrift Wiener Tagebuch heraus und spielte in der Öffentlichkeit vor allem als undogmatischer marxistischer Theoretiker eine Rolle.

### Privates
Ernst Fischer war ab 1932 mit Ruth von Mayenburg verheiratet und ab 1955 in zweiter Ehe mit Louise Eisler, vormals Ehefrau von Hanns Eisler. Marina Fischer-Kowalski (geb. 1946) ist seine Tochter.

## Sonstiges
Umstritten ist bis heute, ob die seinerzeit in Österreich offiziell gebrauchte Bezeichnung „Unterrichtssprache“ für das Schulfach Deutsch auf einen Erlass Ernst Fischers in seiner Zeit als Unterrichts-Staatssekretär zurückgeht oder ob dies erst von seinem ÖVP-Nachfolger Felix Hurdes durchgeführt wurde. Weiters ist unklar, ob dies auf Drängen der Alliierten geschah oder ob einer der beiden Politiker die Aktion eigenständig durchführte, um Österreich seinerzeit von allen Assoziationen mit Deutschland zu distanzieren. Noch 2004 widmete die Frankfurter Allgemeine dieser offenen Frage einen Zeitungsartikel.

## Werke
In seinen literarischen Werken beschäftigte er sich sowohl mit der aktuellen Politik als auch mit der Geschichte Österreichs und dem nationalen und ideologischen Selbstverständnis des Landes, wozu er unter anderem eine Analyse der Werke Franz Grillparzers machte. Der Nachlass von Ernst Fischer befindet sich im Literaturarchiv der Österreichischen Nationalbibliothek, ein zweiter Teil im Institut für Zeitgeschichte der Universität Wien.
- Vogel Sehnsucht. Gedichte. Wiener literarische Anstalt, Wien/Berlin 1920.
- Krise der Jugend. Essay. Hess & Co, Wien/Leipzig 1931.
- Der Arbeitermord von Kemerowo. Unter dem Pseudonym P. Wieden. Hartenstein, Leipzig 1932.
Der Arbeitermord von Kemerowo. Die verbrecherische Tätigkeit der Trotzkisten. Ausgabe unter seinem Namen. Verlag Freie Schweiz, Zürich 1937.
  - englische Übersetzung: Murder at the Kemerovo Mines: Trotskyite Plotters At Work. New York: Workers Library, 1937.
- Freiheit und Diktatur. Prometheus, Basel 1934.[8]
- Schutzbundkämpfer erzählen vom Februar 1934. Verlagsgenossenschaft Ausländischer Arbeiter in der UdSSR, Moskau 1936.
- Für oder gegen die Einheitsfront. Éditions Prométhée, Strasbourg 1937.
- Vernichtet den Trotzkismus. Éditions Prométhée, Strasbourg 1937.
- Die neuen Menschenrechte. Die Verfassung der Union der Sozialistischen Sowjetrepubliken. Verlag Freie Schweiz, Basel 1937.
- Die faschistische Rassentheorie. Verlag für fremdsprachige Literatur, Moskau 1941.
- Über philosophische Grundlagen der deutschen Staatsumwälzung. Oprecht, Zürich 1943.
- Der Miesmacher. Politische Spottgedichte. Verlag für fremdsprachige Literatur, Moskau 1943.
- Adolf Hitler – der Fluch Deutschlands. Tipografija „Iskra rewolucij“, Moskau 1943.
- Heimat Österreich. Free Austrian Movement in Great Britain, London um 1944.
- The Rebirth of my Country. A series of broadcasts on Austria over Moscow Radio. Mit einem Vorwort von Wilhelm Scholz. Free Austrian Books, London 1944.
- Der österreichische Volks-Charakter. Essay. Free Austrian Books/Frei-österreichische Bewegung, London/Zürich 1944.
Die Entstehung des österreichischen Volkscharakters. Schriftenreihe „Neues Österreich“, Wien 1945.
- Probleme der sozialistischen Erziehung, hrsg. von der Jungen Garde, Wien o. J. [1945].
- Das Jahr der Befreiung. Aus Reden und Aufsätzen. Stern-Verlag, Wien 1946.
- Die nationale Maske der Hitlerimperialisten. Unter dem Pseudonym Peter Wieden. Verlag der Sowjetischen Militärverwaltung, Berlin 1946.
- Österreich 1848. Probleme der demokratische Revolution in Österreich. Stern-Verlag, Wien 1946.
- Das Fanal. Der Kampf Dimitroffs gegen die Kriegsbrandstifter. Verlag „Neues Österreich“, Zeitungs- u. Verlags-Gesellschaft, Wien 1946.
- Franz Grillparzer. Ein großer österreichischer Dichter. Globus-Verlag, Wien 1946 (Tagblatt-Bibliothek, Bd. 1265).
- Freiheit und Persönlichkeit. Drei Vorlesungen über Probleme der modernen Philosophie. Schriftenreihe „Neues Österreich“, Wien 1947.
- Regierung Figl–Schärf – wie lange noch? Stern-Verlag, Wien 1947 (Die aktuelle Reihe, Nr. 3).
- Ende der Besetzung! Unser Kampf um Staatsvertrag und Souveränität. Stern-Verlag, Wien 1948.
- Herz und Fahne. Gedichte. Erasmus Verlag, Wien 1949.
- Kunst und Menschheit. Essays. Globus-Verlag, Wien 1949.
- Goethe, der große Humanist. Globus-Verlag, Wien 1949.
- Der große Verrat. Ein politisches Drama in fünf Akten. Globus-Verlag, Wien 1950 (Tagblatt-Bibliothek, Bd. 1328/5).
- Starhemberg. Die Geschichte eines Betruges, hrsg. von Leopold Hornik, Wien 1952.
- Die Brücken von Breisau. Eine Komödie in drei Akten. Globus-Verlag, Wien 1952 (Tagblatt-Bibliothek, Bd. 1338).
- Denn wir sind Liebende. Vierzig Sonette. Rütten & Loening, Berlin 1952.
- Dichtung und Deutung. Beiträge zur Literaturbetrachtung. Globus-Verlag, Wien 1953.
- Prinz Eugen. Ein Roman in Dialogen. Zusammen mit Louise Eisler. Mit einem Nachwort von Lion Feuchtwanger. Schönbrunn-Verlag, Wien 1955.
- Die Atomgefahr, hrsg. von der Kommunistischen Partei Österreich, Wien o. J. [1957].
- Von der Notwendigkeit der Kunst. VEB Verlag der Kunst, Dresden 1959 (Fundus-Reihe  Bd. 1).
- Von Grillparzer zu Kafka. Sechs Essays. Globus-Verlag, Wien 1962.
Neuauflage: Suhrkamp, Frankfurt/M. 1975, ISBN 3-518-06784-2.
- Probleme der jungen Generation. Ohnmacht oder Verantwortung. Europa Verlag, Wien 1963.
- Zeitgeist und Literatur. Gebundenheit und Freiheit der Kunst. Europa Verlag, Wien 1964.
- Kunst und Koexistenz. Beitrag zu einer modernen marxistischen Ästhetik. Rowohlt, Reinbek 1966.
- Was Marx wirklich sagte. Unter Mitarbeit von Franz Marek. Molden, Wien 1968.
- Was Lenin wirklich sagte. Zusammen mit Franz Marek. Molden, Wien/München 1969.
- Die Revolution ist anders. Ernst Fischer stellt sich zehn Fragen kritischer Schüler. Rowohlt, Reinbek 1971, ISBN 3-499-11458-5.
- Kafka-Konferenz. In: Heinz Politzer (Hrsg.): Franz Kafka. Wissenschaftliche Buchgesellschaft, Darmstadt 1973, ISBN 3-534-05401-6, S. 366–377.
- Erinnerungen und Reflexionen. Erinnerungen bis 1945. Rowohlt, Reinbek 1969.
- Das Ende einer Illusion. Erinnerungen 1945–1955. Molden, Wien 1973, ISBN 3-217-00445-0 (postum).
Neuauflage: Wieser Verlag, Klagenfurt 1988, ISBN 3-85129-180-8. Beide Bände in einem Werk:
- Erinnerungen und Reflexionen.  Autobiographie 1899–1945, Büchergilde Gutenberg, Frankfurt am Main 1994, ISBN 3-7632-4363-1,  mit einem überarbeiteten Namensregister. Erschienen in der Bibliothek Exilliteratur, hrsg. v. Hans-Albert Walter, Textredaktion Karl Krönke.
- Neue Kunst und neue Menschen. Literarische und essayistische Texte aus seinen Grazer Jahren (1918–1927), hrsg. und mit einem Nachwort von Jürgen Egyptien. Clio, Graz 2016, ISBN 978-3-902542-47-2.
- So kann man nicht leben! Romanfragment, hrsg. und mit einem Nachwort von Jürgen Egyptien. Clio, Graz 2024, ISBN 978-3-903425-15-6.

Bände einer nach Fischers Tod von Karl Markus Gauß und Ludwig Hartinger herausgegebenen Werkausgabe, die unvollendet blieb:
- Kultur, Literatur, Politik. Frühe Schriften. Sendler, Frankfurt/M. 1984, ISBN 3-88048-067-2.
- Von der Notwendigkeit der Kunst. Sendler, Frankfurt/M. 1985, ISBN 3-88048-073-7.
- Ursprung und Wesen der Romantik. Sendler, Frankfurt/M. 1986, ISBN 3-88048-076-1.
- Lob der Phantasie. Späte Schriften zu Kultur und Kunst. Sendler, Frankfurt/M. 1986, ISBN 3-88048-081-8.
- Erinnerungen und Reflexionen. Sendler, Frankfurt/M. 1987, ISBN 3-88048-088-5.
- Das Ende einer Illusion. Erinnerungen 1945–1955. Vervuert, Frankfurt/M. 1988, ISBN 3-89354-505-0.
- Aufstand der Wirklichkeit, Literarische Studien und Porträts. Vervuert, Frankfurt/M. 1989, ISBN 3-89354-506-9.
- Von Grillparzer zu Kafka. Von Canetti zu Fried. Vervuert, Frankfurt/M. 1991, ISBN 3-89354-507-7.

Reden
- Für Freiheit und Vernunft. Ansprache an der Wiener Universität zur Eröffnung der volkstümlichen Hochschulkurse. Schriftenreihe „Neues Österreich“, Wien 1945.
- Erziehung zur Demokratie. Rede vor der steirischen Lehrerschaft am 27. Juni 1945, hrsg. von der Landeshauptmannschaft für Steiermark, Referat Schule und Kunst. Graz 1945.
- Wie stehen wir Kommunisten zur Nazifrage? Ernst Fischer antwortet auf die Nazifrage. Kommunistischen Partei Österreichs, Bezirksorganisation Favoriten, Wien 1945.
- Nationalrat Ernst Fischer zum russischen Befehl über das deutsche Eigentum in Österreich. Rede in der Sitzung des Nationalrates am 10. Juli 1946. Globus-Verlag, Wien 1946.
- Ein klares Nein zur Vergangenheit. Ein großes Ja zur demokratischen Zukunft Österreichs. Rede in der Sitzung des Nationalrates am 24. Juli 1946 über das Nationalsozialistengesetz. Globus-Verlag, Wien 1946.
- Die Kommunisten und die Nazifrage. Rede am 24. Juli 1946 zum Nationalsozialistengesetz. Verlag Wagner, Innsbruck 1946.
- Was wollen die österreichischen Kommunisten? Die programmatischen Leitsätze der Kommunistischen Partei Österreichs. Globus-Verlag, Wien 1946.
- Der Weg zur Souveränität Österreichs. Rede anläßlich der Festkundgebung der Kommunistischen Partei zum 1. Mai im Salzburger Festspielhaus. Kiesel, Salzburg 1946.
- Die Sowjetunion und der Frieden. Stern-Verlag, Wien 1948 (Die aktuelle Reihe, Nr. 12).
- Alexander Petöfi. Festvortrag gehalten am 29. Jänner 1950. Hrsg. von der österreichisch-ungarischen Vereinigung für Kultur und Wirtschaft. Globus-Verlag, Wien 1950.
- Die österreichische Kulturkrise. Stern-Verlag, Wien 1951 [Rede während der Budgetdebatte im österreichischen Nationalrat 1951].
- Nikolaj Gogol. Festrede zu seinem 100. Todestag gehalten am 11. März 1952. Selbstverlag der Österreichisch-Sowjetischen Gesellschaft, Wien 1952.

Übersetzungen und Vorworte
- Die schwarze Flamme. Gedichte von Charles Baudelaire und Paul Verlaine. Übertragung ins Deutsche von Ernst Fischer. Erasmus-Verlag, Wien 1947; Verlag H.J. Maurer, Frankfurt am Main 2019, ISBN 978-3-929345-87-2.
- Fritz Jensen: Opfer und Sieger. Nachdichtungen. Gedichte und Berichte. Mit einem Vorwort von Ernst Fischer. Dietz, Berlin 1955.

Hörspiele
- 1945: Das singende Knöchlein – Regie: Hedda Zinner – (Berliner Rundfunk)

### Lexikaeinträge
- Felix Czeike: Historisches Lexikon Wien. Band 2: De–Gy. Kremayr & Scheriau, Wien 1993, ISBN 3-218-00544-2, S. 311.
- Handbuch der deutschsprachigen Emigration. Band 1, Primus Verlag, Darmstadt 1998, ISBN 3-89678-086-7, S. 133.
- Siglinde Bolbecher, Konstantin Kaiser: Lexikon der österreichischen Exilliteratur. In Zusammenarbeit mit Evelyn Adunka, Nina Jakl und Ulrike Oedl. Deuticke, Wien 2000, ISBN 3-216-30548-1, S. 192f.